# Venevere
Venevere est un village de la commune de Vinni du comté de Viru-Ouest en Estonie .
Au 31 décembre 2011, il compte 126 habitants.